# Jakobusklauseln
Als Jakobusklauseln bzw. Aposteldekret werden in der neutestamentlichen Wissenschaft die an Heidenchristen gerichteten rituellen und ethischen Forderungen bezeichnet, die in der Apostelgeschichte des Lukas überliefert werden (Apg 15,22–29 ).

## Vorgeschichte und Apostelkonzil
In der Apostelgeschichte ist die Einmütigkeit der Protagonisten ein wichtiges Motiv. Innerhalb dieser werden auch theologische Streitigkeiten entschieden. Auf dem Apostelkonzil wird die Streitfrage behandelt, ob auch die Heiden – also Nichtjuden –  sich beschneiden lassen müssen. Insbesondere Paulus wehrte sich gegen diese Auffassung.
Im Apostelkonzil wurde die Missionstätigkeit unter Nichtjuden anerkannt. Auf die Forderung der Beschneidung durfte Paulus weiterhin verzichten.

## Inhalt

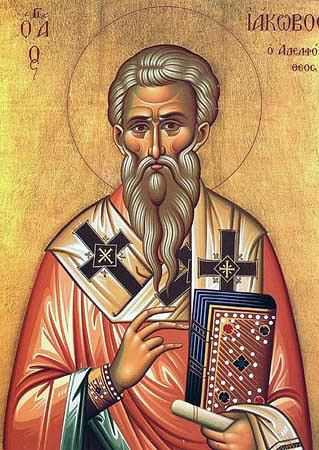
Ikonendarstellung des Jakobus

Laut der Apostelgeschichte sollten die Heidenchristen jedoch rituelle Minimalforderungen erfüllen, welche dann auch brieflich an die Gemeinde in Antiochia gesendet wurden (Apg 15,22–29 ), in der das Problem akut geworden war. Im Einzelnen handelt es sich um folgende Forderungen, die vom Herrenbruder Jakobus aufgestellt wurden
- die Meidung des Verzehrs von Götzenopferfleisch,
- die Meidung von Unzucht,
- die Meidung des Verzehrs von Ersticktem (das heißt von nicht durch Ausbluten getöteten Tieren),
- die Meidung des Verzehrs von Blut.

Möglicherweise stellt diese Zusammenstellung eine Referenz auf bestimmte Gebote der Tora dar, das sogenannte Fremdenrecht. Diese im Buch Levitikus (Lev 17,8–16  und Lev 18,6-18.26 )  angeführten Grundregeln schreiben ein Minimum an ritueller Reinheit für Nichtjuden vor, die im Lande Israel leben. Durch diesen Kompromiss sollte verhindert werden, dass Juden, die mit Fremden in Kontakt standen, sich rituell verunreinigen. Für die Situation der Urgemeinde hätten diese Regeln bedeutet, dass Heiden- und Judenchristen gemeinsame Tischgemeinschaft eingehen können.
Fraglich ist, ob sich die Klauseln auf die sogenannten noachitischen Geboten fußen (vgl. Noach-Bund (Gen 9,1–17 )). Der Hinweis auf Ersticktes fehlt jedoch hier, weshalb eher nicht davon ausgegangen werden kann.

## Chronologie
Lukas überliefert die Jakobusklauseln im Rahmen seiner Darstellung vom Apostelkonzil. Da Paulus in seinem Brief an die Galater jedoch angibt, beim Apostelkonzil keine Auflagen für seine Heidenmission erhalten zu haben (Gal 2,1–10 ), ist diese Zuordnung umstritten.
Für die Erklärung der Unterschiede beider Schilderungen gibt es verschiedene Möglichkeiten. Zum einen ist zu erwähnen, dass beide Texte in zeitlicher Distanz entstanden sind – je nach Datierung der Apostelgeschichte etwa 14 Jahre oder über 40 Jahre. Paulus war Augenzeuge der Ereignisse auf dem Apostelkonzil (etwa 48 n. Chr.). Die Abfassung der Apostelgeschichte in die Jahre nach 70 n. Chr. oder zwischen 80 und 90 n. Chr. datiert und beschreibt die Geschichte der ersten Christen stärker aus einer Perspektive des Rückblicks. Darüber hinaus verfolgen beide Autoren ihr eigenes theologisches Konzept. Daher wird man annehmen können, dass die Berichte durchaus subjektive Momente aufweisen. Besonders deutlich wird das daran, dass die Apostelgeschichte eher Petrus und Jakobus ins Zentrum des Geschehens rückt, während in der Darstellung des Paulus er selbst und seine Verkündigung im Mittelpunkt stehen.
Dennoch halten es viele für kaum vorstellbar, dass Paulus in seinem Brief schreibt, die Jerusalemer Apostel Petrus, Jakobus und Johannes hätten ihm nichts auferlegt, wenn es auf dem Konzil ein derartiges, möglicherweise sogar schriftlich verfasstes Dekret gegeben hätte; versichert er doch ausdrücklich, die Wahrheit zu sagen (Gal 1,20 ). Ein so offensichtlicher Widerspruch zu den Beschlüssen des Konzils hätte seine Argumentation untergraben. Außerdem bereitet die Annahme Schwierigkeiten, Paulus hätte einen solchen Beschluss gebilligt. Auch berichtet die Apostelgeschichte in den anschließenden Predigten des Paulus nicht erneut von diesen Beschlüssen.
Aus diesen Gründen wird in der gegenwärtigen Forschung erwogen, ob Lukas in seinem Bericht das Aposteldekret dem Apostelkonzil fälschlicherweise zuordnet. Dies wird zum einen mit der zeitlichen Distanz begründet, aus der heraus Lukas sein Geschichtsbild entwickelt, zum anderen mit seinem Interesse, die Konflikte dieser Zeit zu harmonisieren. Demzufolge wären die Jakobusklauseln das Ergebnis späterer Konflikte, die der konsequenten Anerkennung der gesetzesfreien Heidenmission, wie sie auf dem Konzil anerkannt worden ist, erst folgten. Ein solcher Konflikt spiegelt sich beispielsweise im sog. Antiochenischen Zwischenfall wider.